# Porsche 962

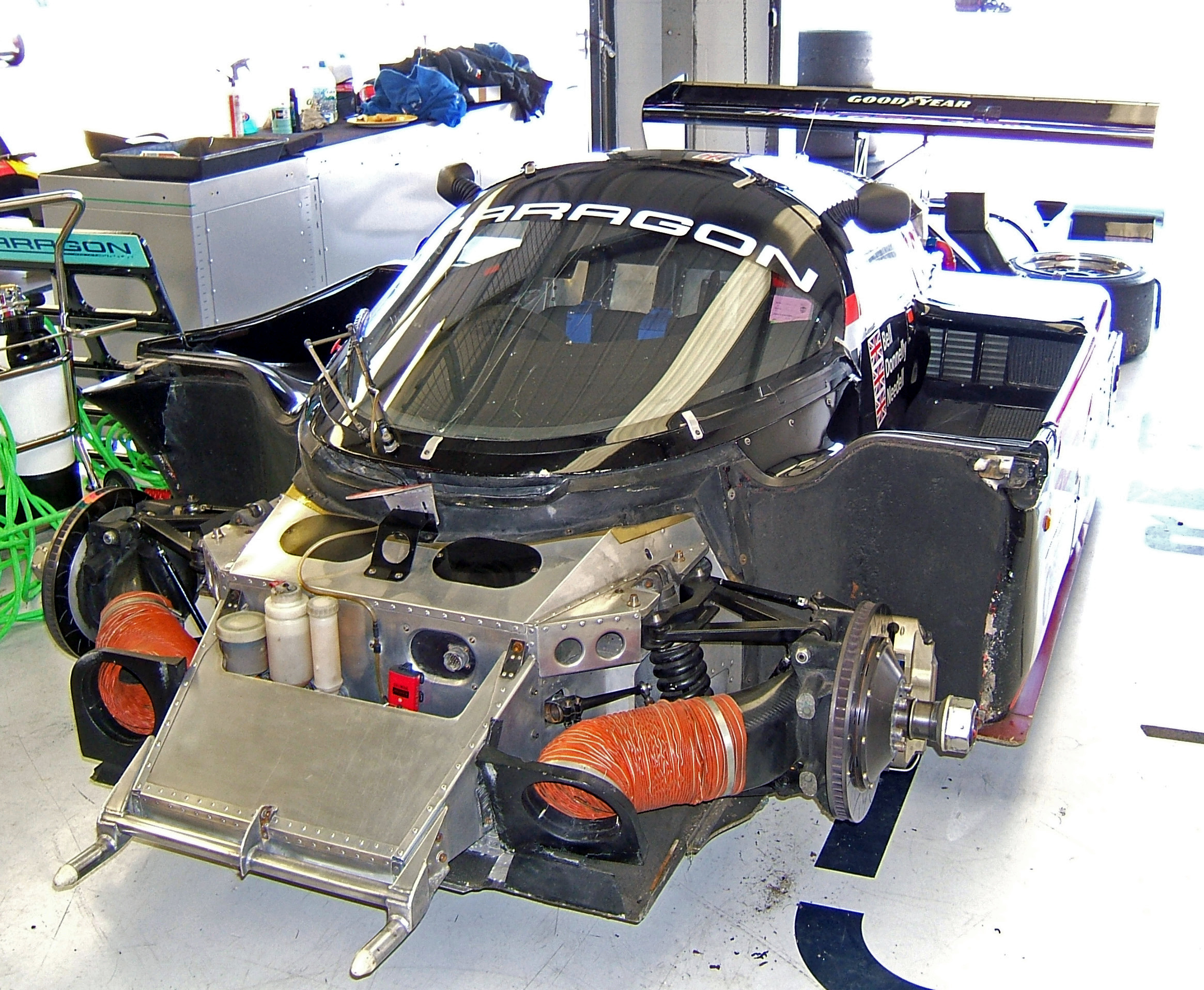
Porsche 962C bez przodu

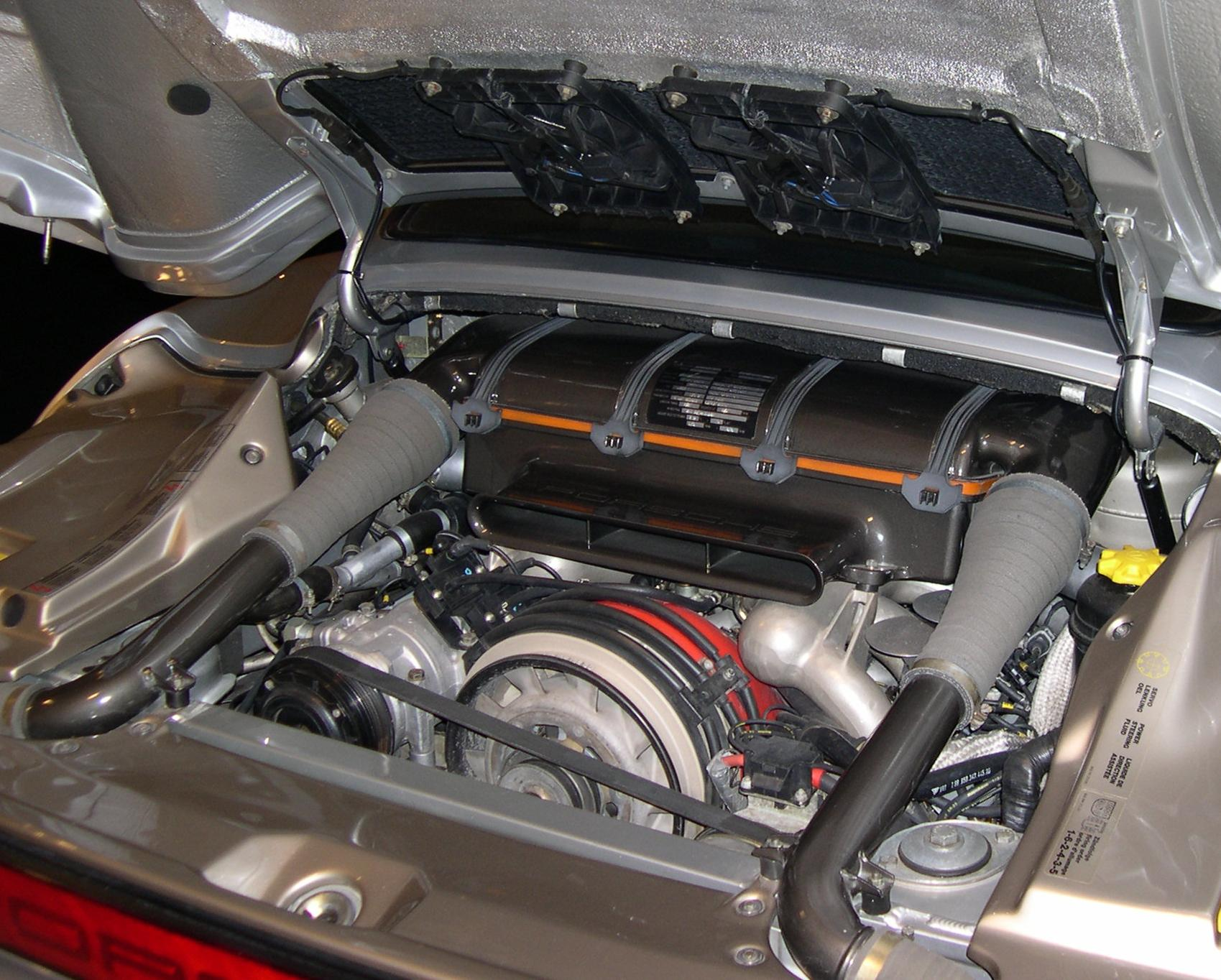
Silnik Porsche 959, wywodzący się z silnika Porsche 962

Porsche 962 – samochód wyścigowy wyprodukowanym przez firmę Porsche w 1984 roku. Odniósł liczne sukcesy w wyścigach Le Mans. Jego wersją drogową, skonstruowaną przez Dauera jest pojazd, noszący nazwę Dauer Porsche 962 Le-Mans.

## Dane techniczne Porsche 962C

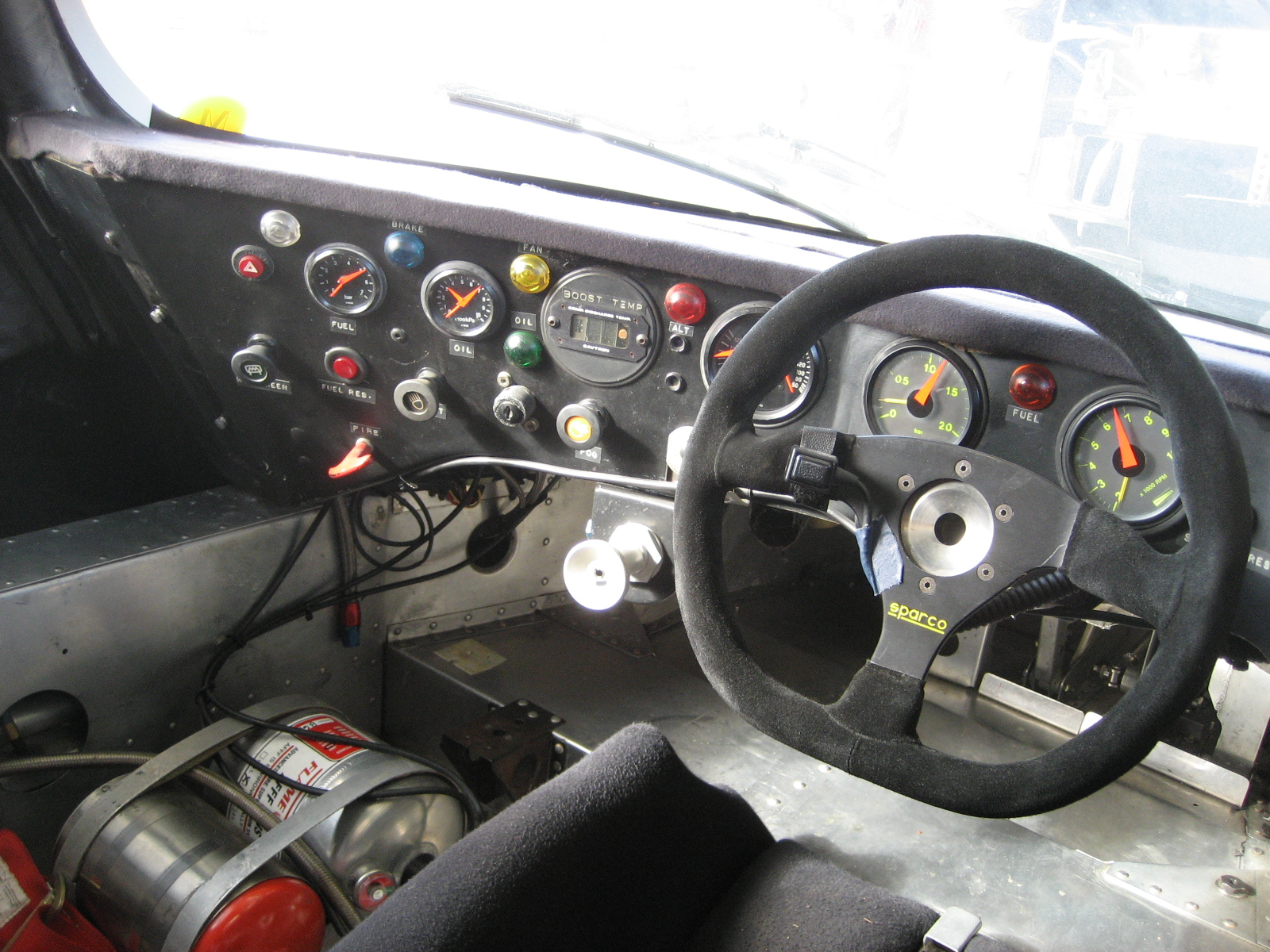
Wyścigowe wnętrze modelu 962

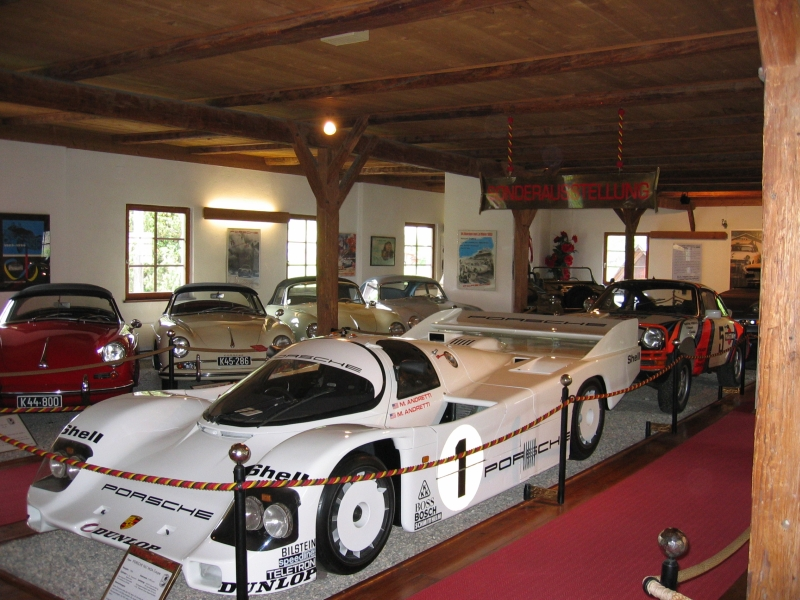
Wersja biorąca udział w wyścigach IMSA

| Marka i model                        | Porsche 962C |
| ------------------------------------ | --- |
| Lata produkcji:                      | 1984 |
| Liczba egzemplarzy:                  | 91 sztuk |
| Typ silnika:                         | (Porsche 934 B6 DOHC 24-zaworowy) 2 katalizatory, układ wydechowy wykonany w całości z aluminium.                          |
| Silnik:                              | (Boxer B6, 90° 2x turbodoładowany KKK 36, 4 zawory na cylinder)                                                            |
| Pojemność skok cm³:                  | 2649 cm³ (2,6 litra) |
| Średnica cylindra x skok tłoka (mm): | 95 × 70 mm |
| Moc kW (KM):                         | 462 kW (620 KM) przy 8200 obr./min                                                                                         |
| Max. moment obrotowy:                | 630 Nm przy 6000 obr./min                                                                                                  |
| Stopień sprężania:                   | 7,5:1 |
| Przełożenia / skrzynia biegów:       | 5-biegowa manualna Getrag, napęd na tylną oś 1 – 2,77:1, 2 – 1,71:1, 3 – 1,23:1, 4 – 0,96:1, 5 – 0,77:1, wsteczny – 2,90:1 |
| Układ hamulcowy:                     | Aluminiowe tarcze Brembo Średnica tarcz – (Przód: Ø 330 mm / Tył: Ø 330 mm)                                                |
| Karoseria / Nadwozie:                | Karoseria w całości z kevlaru                                                                                              |
| Opony:                               | Felgi – z aluminium firmy BBS Opony – (Michelin Pilot SP-1 – przód: 235 × 35 / tył: 335 × 30 ZR17)                         |
| Zbiornik paliwa:                     | 100 l |
| Przyśpieszenie 0–100 km/h:           | 2,7 s |
| Przyśpieszenie 0–160 km/h:           | 5,5 s |
| Przyśpieszenie 0–200 km/h:           | 8,9 s |
| Prędkość maksymalna:                 | 349 km/h |
| Droga hamowania 100–0 km/h:          | 32,0 m |